# Hartmuth Jung

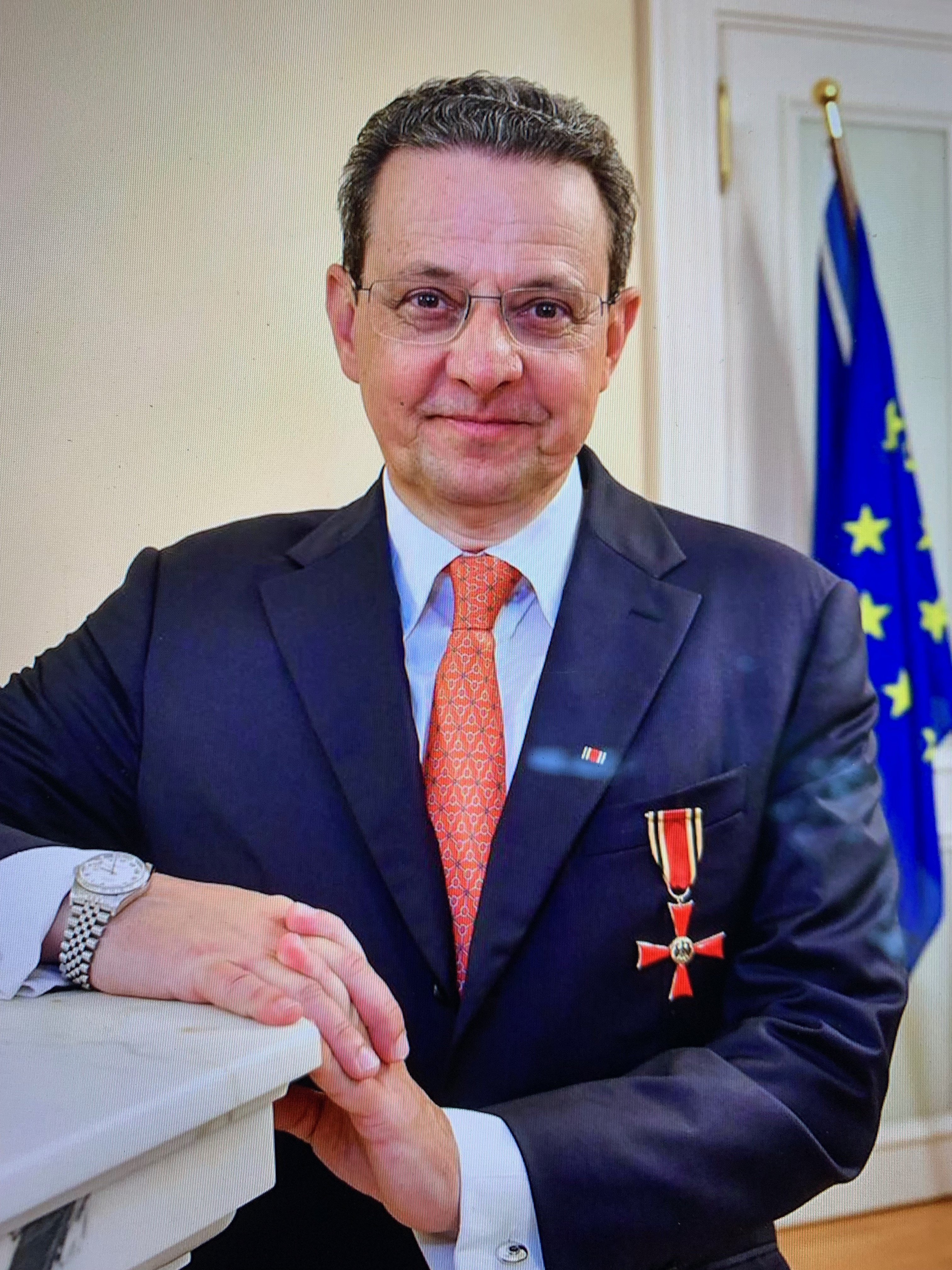
Hartmuth Jung (2019)

Hartmuth Alexander Jung (* 10. Oktober 1962 in Spaichingen) ist ein deutscher Business Angel und ehemaliger Bankmanager. Seine beruflichen Schwerpunkte liegen in den Bereichen Mergers & Acquisitions und Investmentbanking.

## Beruflicher Werdegang
Von 1983 bis 1987 studierte Jung Betriebswirtschaftslehre an der EBS Universität für Wirtschaft und Recht sowie an Universitäten in Paris und London. Sein Studium schloss er als Diplom-Betriebswirt ab.
Seine berufliche Karriere begann als Trainee bei der Dresdner Bank. 1991 wechselte er als stellvertretender Direktor zur deutschen Tochter der Rothschild Gruppe um das M&A-Geschäft aufzubauen. 1996 übernahm er die Führung des Corporate-Finance-Bereiches von Barclays de Zoete Wedd (BZW). Nach dem Verkauf von BZW an Credit Suisse First Boston (CSFB AG) im Jahre 1998 übernahm er die Gesamtverantwortung für deren Investmentbanking-Division. Von 1999 bis 2007 war er in unterschiedlichen Positionen für UBS tätig, u. a. als Vorsitzender des Vorstandes der UBS Deutschland AG und als Co-Leiter des EMEA-M&A-Bereiches. Von 2011 bis 2013 übernahm er nochmals die Rolle des Vice-Chairman Investment Banking bei Barclays Deutschland.
Seit 2007 ist er als Investor und Business Angel selbstständig und hat in mehr als zehn Unternehmen investiert. Jung war bis April 2017 im Aufsichtsrat der Global Group AG Idstein.
Jung war im Laufe seiner Karriere als Investmentbanker an mehr als 200 Transaktionen beteiligt, u. a. der Übernahme von Mannesmann durch Vodafone, dem Börsengang der Deutschen Post AG sowie der Übernahme der Friedrich Grohe AG durch BC Partner.
Jung war Chairman der Blockchain Holding GmbH (Dresden).
Jung ist aktuell Chairman der J+K Solarpark GmbH (Dresden).

## Politisches und kulturelles Engagement
Jung engagiert sich in den Bereichen Politik und Kultur. Er ist u. a. Mitgründer und Vorstand des Walther Rathenau Instituts für Außenpolitik in Berlin,  Mitglied des Kuratoriums des Städel Museums Frankfurt, Mitglied des Kuratoriums der Freunde des Museums Wiesbaden.
2019 wurde ihm für sein langjähriges Engagement im kulturellen und politischen Bereich das Bundesverdienstkreuz am Bande durch den Bundespräsidenten Frank-Walter Steinmeier verliehen.